# Naitasiri
Naitasiri ist eine der vierzehn fidschianischen Provinzen (yasana) und eine von acht Provinzen auf der Insel Viti Levu. Sie liegt im Norden der Insel, nördlich der Hauptstadt Suva, und umfasst 1.666 km². 2017 wurden 177.678 Einwohner gezählt. Damit ist Naitasiri in Bezug auf die Bevölkerung die zweitgrößte Provinz nach Ba.

## Geographie
Naitasiri grenzt im Norden an Ra und Tailevu, im Süden an Rewa und Namosi, sowie im Westen an Nadroga-Navosa und Ba. Die Grenzen verlaufen durch Viti Levu hauptsächlich von Südosten in nordwestlicher Richtung von Laucala Bay an der Halbinsel Suva bis zum Mount Tomanivi, dem höchsten Berg von Fidschi am Nadrau Plateau („Mai na toba ko Laucala ki na ruku i Tomanivi“).
Der Hauptort ist die Stadt Nasinu, mit einer Bevölkerung von 87.446 Einwohnern (2007). Zum städtischen Umland gehören die Vororte Waila, Makoi, Kalabu, Tovata, Kinoya, Laqere, Nadera, Nepani, Nadawa, Valelevu, Nakasi und Naveiwakau. Weitere Vororte von Suva City (Rewa) liegen ebenfalls in den Grenzen von Naitasiri: Samabula North, Tamavua, Namadi, Tacirua, Wailoku, Cunningham und Khalsa.
Im Gebiet von Naitasiri gibt es neben landwirtschaftlich genutzten Gebieten, ausgedehnten Regenwäldern und fünf Fluss-Systemen die Medrausucu-Berge und der Monasavu Dam zur Wasserversorgung befindet sich im Gebiet von Wainimala im Nadrau-Plateau.
Ursprünglich dienten vor allem die fünf Flüsse Wainibuka, Wainimala, Waidina, Waimanu und Rewa als Hauptverkehrswege, daher befinden sich viele Dörfer in der Provinz an den Flussläufen. Seit den 1960ern wurden große Infrastrukturprojekte ausgeführt. Dazu gehören die Sawani-Serea Road, die Naqali-Namosi Road, eine Brücke und ein Krankenhaus in Vunidawa, Ausbau der Sawani-Naqali Road sowie weitere Brückenbauten bei Navuso über den Waimanu River und bei Naqali über den Waidina. Die Suva-Monasavu Road erleichterte den Zugang ins Hinterland von Wainimala seit Ende der 1970er. Die Vunidawa Bridge hat seit 2000 den Matailobau District zugänglich gemacht.
Naitasiri District

## Wirtschaft
Die Colonial Sugar Refining Company hatte eine Sugar Mill bei Viria, Lomaivuna, die von 1886 bis 1895 in Betrieb war. Diese wurde geschlossen, weil sie nicht rentabel war; das Land wurde von weißen Plantagenbesitzern und Viehzüchtern übernommen. Bis in die 1960er war die Provinz das Zentrum der Bananenindustrie bei Lomaivuna, Waidina und Wainimala. Milchviehhaltung und Ingwer- und Dalo-Anbau sind die Hauptpfeiler der Wirtschaft in den Gebieten von Waibau Waidruso, Lomaivuna, Vunidawa, Muaniweni, Baulevu und Waila. Die Rewa Dairy Co Ltd unterhält eine Kühlanlage (Chilling Station) bei Naluwai. Holzeinschlag hat mit dem Bau von Forststraßen seit 2000 zugenommen. Das Lutu Village Produce Export Enterprise und die provinzeigene Voko Fish Ltd sind wichtige Träger der einheimischen Wirtschaft.

## Politik
Die Provinz hat 96 Siedlungen, welche zu fünf Distrikten zusammengefasst werden: Naitasiri, Lomaivuna District, Waimaro District, Matailobau District und Wainimala District. Naitasiri wird vom Provincial Council verwaltet, der Vorsitzende ist derzeit Ratu Ilaitia Tuisese. Das Provincial Center ist Vunidawa im Matailobau District. Von 1997 bis 2006 bildete die Provinz den Wahlbezirk Fijian Communal Constituency Naitasiri. Dieser wurde durch die Verfassung von 2013 aufgehoben.

## Geschichte
1945 wurde die Hügel-Provinz Colo East in einem Restrukturierungsprozess der Kolonialadministration an die Provinz Naitasiri angegliedert. Die Bewohner waren bekannt für ihre starke Unabhängigkeit und ihren kriegerischen Charakter (bati). Die frühesten Berichte von Kontakten zwischen den Colo Hill Tribes und Weißen gehen zurück auf Reverend Williams 1858. Später war Reverend Frederick Langham, ein Wesleyanischer Prediger, eifrig unterwegs um die Taukei ni Waluvu zu christianisieren und ab 1862 wurde an der Küste der Kontakt ein reguläres Ereignis. 1867 reiste Rev. Thomas Baker durch Colo West bis nach Naitasiri und Colo East um Bergstämme zu christianisieren. Der Anthropologe Baron Anatole Von Hügel machte eine Entdeckungsreise in der Provinz anlässlich seiner Reise durch Namosi und Waimaro 1875 bis 1877.
Am 22. Januar 1875 unterrichteten in Navuso Kolonial-Administratoren zusammen mit Ratu Seru Epenisa Cakobau und seinen zwei Söhnen, die gerade auf der HMS Dido von Sydney, Australien, zurückgekehrt waren, etwa achthundert Häuptlinge aus dem Bergland und deren Stammesangehörige über die Auswirkungen von Fidschis neuem Status als Kolonie. Cakobau und seine zwei Söhne waren auf der Reise bereits an Masern erkrankt. Da es damals noch keine Quarantäne-Regelungen gab, infizierten sie unausweichlich eine große Anzahl ihrer Untertanen. Die folgende Masernepidemie, die in Fidschi von Januar 1875 bis zum Juni wütete, löschte 30 % der Bevölkerung aus (ca. 50.000 Einwohner).
Cakobaus Christianisierungskampagnen (Christianization campaigns) unter den „heidnischen Bergstämmen“ 1873 wurden abgelöst durch koloniale „Befriedungskampagnen“ (pacification campaigns) von Gouverneur Sir Arthur Gordon in den Colo-Provinces 1875. Erst 1876 kam es zu einer Amnestie für die kriegerischen Bergstämme. Der Colonial Administrator Adolph Brewster Brewster (1854–1937) veröffentlichte in den 1880ern die ersten ethnologischen Untersuchungen.
Die Provinz ist traditionell mit der Kubuna Confederacy von Bau politisch verbunden. Diese Allianz wurde durch die Heirat von Seru Cakobaus (Vunivalu von Bau) ältester Tochter mit dem Qaranivalu von Naitasiri befestigt. Weitere prominente Häuptlinge der Provinz sind Taukei ni Waluvu von Matailobau und Tui Waimaro von Waimaro.
Die Partei Soqosoqo Duavata ni Lewenivanua (SDL) wurde nach dem Staatsstreich in Fidschi 2000 auf Initiative der Häuptlinge und Bevölkerung von Naitasiri gegründet. Die SDL gewann sowohl 2001 als auch 2006 die Parlamentswahlen. Im Dezember 2006 wurde sie jedoch durch einen erneuten militärischen Staatsstreich abgesetzt.

## Persönlichkeiten
- Ratu Jone Baledrokadroka, Offizier der Republic of Fiji Military Forces
- Keni Dakuidreketi, Vorsitzender der Fiji Rugby Union
- Asaeli Masilaca, Politiker
- Solomone Naivalu, Parteipräsident der Soqosoqo Duavata ni Lewenivanua
- Asesela Ravuvu, Senator
- Peceli Rinakama, Politiker, Schulleiter
- Nasoni Roko, Rugbyspieler
- Koli Sewabu, Rugbyspieler
- Inoke Takiveikata, Qaranivalu (Paramount Chief) von Naitasiri, ehemaliger Government Minister und Senator
- Ratu Ilaitia Tuisese, ehemaliger Cabinet Minister
- Nick Bradley-Qalilawa Rugbyspieler
- Waisale Vatuvoka, Rugbyspieler
- Adi Lagamu Vuiyasawa, Senatorin
- Timoci Natuva, ehemaliger Cabinet Minister